# ثورة بومعزة
قامت ثورة بومعزة في خلال بدايات الاستعمار الفرنسي للجزائر قادها الشيخ محمد بن عبدالله بومعزة في جبال الظهرة ووادي الشلف والونشريس حيث دامت عامين أي من أبريل 1845م إلى 1847م.

## أسباب المقاومة
منذ بداية الاحتلال الفرنسي واجه السكان في كامل الجزائر بالرفض وكانوا كلما يتقدم واحد ما يلبثون أن يلتفون حوله ليقاوموا كان استسلام الأمير عبد القادر وتوقف ثورته أثر كبير على الجزائريين شرعت بعدها مباشرة فرنسا في مواصلة توسعها في الداخل الجزائري وفرضت على السكان المحليين ضرائب باهظة ليتسنى لها السيطرة على السكان وما يملكون.

## مراحل الثورة

### البداية
في مارس 1845 قطع وادي عبدي واتجه إلى السواحلية فرع قبيلة أولاد يونس ونزل لدى الهادي حامد اليونسي فأقام له ضيفة وحفلة تعارف جمع لها وجهاء المنطقة،:21-22 فحدثهم خلالها بومعزة عن أهدافه كما ادعى ان رصاص الفرنسيين لا يؤثر فيه وانه سيهاجم مدينة الأصنام وكل المزارع التي يمتلكها الأوربيون المحتلون، فزوده السكان بالأموال والأسلحة والذخائر والبغال والأحمرة وصنعوا لها علما للجهاد من الحرير فعين الكتاب وجباة الأموال والشواش والجنود والفرسان والأغوات وخصص لأغوات العسكر مرتبا شهريا بمبلغ 10 دورو وعين كاتبا له يسمى سي الصادق.
وبعد كل هذه الاستعدادات غادر بومعزة أولاد يونس وعسكر على قرب قبة سيدي عيسى ناحية تاوقريت وشن غارة على قائد مديونة الحاج الصادق الذي كان معارضا له وتمكن من قتله وفي أبريل 1845 اتجه إلى عرش الصبيحات. وبسبب وشاية خرجت قوات فرنسية من أورليانز لمقابلة بومعزة.
في 14 نيسان/أبريل 1945، قابلت قوات بومعزة، لأول مرة قوات حامية أورليانز بقيادة العقيد سانت أرنو (بالفرنسية: Saint Arnaud)‏. وكان الشريف قد وضع معسكره على مرتفع يمتد خلفه سهل قري ورتب فرسانه ومشاة القبائل ترتيبًا جيدًا، حيث كان سلاح الفرسان في أعلى التل والمشاة على طول جوانبه. في المنتصف، رفرفت في تحد راية حمراء كبيرة. قام العقيد على الفور بترتيبات الهجوم وأرسل سربًا من الصبايحية لإزالة الربوة، فر سلاح الفرسان التابع لبومعزة بعد أن أفرغوا بنادقهم، وطاردهم مشاة بخفة في سهل قري، وفقدوا الكثير من المقاتلين.:26
هذا الانكسار الأول لم يثبط عزيمة الشريف ولا يبدو أنه أضعفه. قال للعرب أن الله أراد أن يمتحنهم. أمرهم بتطهير أنفسهم بالصلاة ووعدهم بأن النصر لا يمكن أن يخذل القضية المقدسة.:26
في 17 و 19 و 21 أبريل، خاض بومعزة معارك جديدة ضد مستعمرة أورليانفيل، كان دومًا يتعرض للهزيمة، ولكنه يعود إلى الظهور بعد هزيمته أقوى مما كن عليه. كان التمرد يتجذر وينتشر في الظهرة. بينما كان العقيد سانت أرنو يتوجه من خلال مسيرات سريعة إلى النقاط المُهددة ويضرب القبائل المتمردة بضربات قوية، قاد بو معزة عصابات العرب التي كونها حتى الخنادق المحيطة بأورليانفيل. كانت بعض طلقات المدافع كافية لتفريقهم، لكن هذه المحاولة الجريئة زادت من حماسة العرب ومكانة الثوار.:26
لمدة ثلاثة أشهر كاملة، وجد بو معزة موارد كافية حيث استخدمت لدعم النضال لتحريك ثورة الظهرة والحفاظ عليها.:27

### تأجج المقاومة وردة فعل المستعمر
اجتمع المجلس الفرنسي بمُشاركة «بيليسييه» و«كافنياك» المُشرفين على المنطقة للقضاء على بومعزة لأنّ المُراقبة التي وُضعت عليه قد أعطت جميع تفاصيل تواجده وتنقله، لكنّ بيليسي رأى أنّه وجب القضاء على الأهالي المُساندة له والقضاء على القبائل والتي شوهدت وهي تترك أكواخها وبُيوتها مع المساء وتتّجِه للمغارات القريبة.
نتيجة مساندة القبائل قام المستعمر الفرنسي بقيادة العقيد سانت أرنو بقتل قبيلة صبيح بجبال الظهرة في 12 أغسطس 1845 حرقًا في المغارة وقد صرح بعدها «أغلقنا كل المنافذ جئنا بالحطب وأشعلنا النار ࢫكان الوقت ضيقا ولم نترك أحدا يخرج من المغارة، كنا نطلق النار لنجبرهم على البقاء داخلها و بعد ساعات صار المكان مقبرة جماعية، صورة مرعبة حقا»
اجتمع بومعزة إلى قادة جيشه ومُساعديه من أهالي وأعيان القبائل الموالية واستعرض فِعل العدو فأعاد عليهم بومعزة ما قام به العدو قبل خمس أعوام وكيف أباد العدو الأهالي في مغارةٍ بالمنطقة.
سار بومعزة ب 5000 جندي وفارس وشنّ هجمات مُتفرقة على العدو والذي كان بقيادة بيليسييه مما حدى بالجنرال بيجو بتجنيد 5 قوافل للقضاء على بومعزة وهي قافلة الجنرال أبو فيل (سطيف). والجنرال «ماري» قافلة (المدية) والقوافل الثلاثة التي كانت متمركزة بالشلف تحت إشراف الكولونيل (لادمبرو) «سانت أرنو» وبيليسييه. داهم بيليسييه منطقة الظهرة ومستغانم وتنس وقام بعملية تمشيط واسعة واعتقل الكثير وقتل وسلب.
في 23 ديسمبر 1845 شارك الشريف بومعزة ورجاله في معركة تامدة إلى جانب الأمير عبد القادر
أخيرًا محاطًا بطوابير مشتركة من الجنرال دي بورجولي والعقيد بيليسييه وسانت أرنو، أُجبر على الفرار جنوبًا. طارده آغا الونشريس الحاج حامد إلى مفره ووصل إليه في بني تقرين (بالفرنسية: Beni Tigrin)‏. شُتت الفرسان الذين رافقوا بومعزة ونُهب ماله. هرب عبر الوديان متبوعًا بفارسين اثنين فقط. سرعان ما انتشر خبر وفاته في جميع أنحاء الظهرة. فبدأت الثورة تتقلص للحظة.:27

### نهاية المقاومة
في 8 مايو 1846 بلغ بومعزة أنّ العدو قد حجز العدو على كلِّ مُمتلكات الحاج أغرا المُساعد الأيمن للمقاومة وألقى القبض عليه.
في عام 1847 انسحب الشريف بومعزة من جبال الظهرة والونشريس إلى واحة أولاد جلال.
في 13 من أبريل 1847، ألقى العدو القبض على بومعزة رغم تخفيه وأُبعِدت عائلته على قبيلة أولاد رياح. تمكنّ بومعزة من الفرار من المعتقل ولكن ماهي إلاّ أيام حتى أُعيَد إلى المُعتقل وحُجز في «بريست» «ببوردهام» ولم يعد في إمكانه ترك المكان حتى آخرعمره. وفي رواية أخرى أنه حين ضعفت مقاومة الشريف بومعزة سلم نفسه إلى قايد أولاد يونس جهة الشلف، فقاده القايد إلى سانت أرنو ممثل سلطة الفرنسية (بيروأراب) هناك، وبدوره سلمه إلى بوجو الذي حمله إلى فرنسا حيث سجن عدة سنوات، حاول بومعزة الهروب من سجنه الفرنسي سنة 1848 بعد قيام الثورة الفرنسية، لكنه أُعيد إلى السجن ثم أطلق لويس نابليون سراحه في 1849 أثناء رئاسته للجمهورية، وتوجه بومعزة للمشرق، ودخل الجيش العثماني وحارب في حرب القرم مع المسلمين.[بحاجة لمصدر]